# Ash (группа)
Ash (с англ. — «Пепел») — североирландская рок-группа, основанная в Даунпатрике, графство Даун, в 1992 году вокалистом и гитаристом Тимом Уилером, басистом Марком Хэмилтоном и барабанщиком Риком Макмюрреем. В составе трио они выпустили мини-альбом Trailer в 1994 году и полноформатный альбом 1977 в 1996 году. Этот альбом 1996 года был назван журналом NME одним из 500 величайших альбомов всех времён. После успешного дебюта группа пригласила Шарлотту Хадерли в качестве гитаристки и вокалистки и выпустила свой второй альбом Nu-Clear Sounds в 1998 году. Едва избежав банкротства, группа выпустила альбом Free All Angels в 2001 году и ряд успешных синглов.
В 2006 году, когда Хадерли ушла из группы, она снова стала трио, и после пяти обычных альбомов группа выпустила серию из 26 синглов A-Z Series в 2009 году, по одному каждые две недели. Группа выпустила один серебряный, два золотых и два платиновых альбома (которые возглавили UK Albums Chart) в Великобритании, а также 18 песен, вошедших в топ-40 UK Singles Chart. Их причисляли к бритпопу, хотя им это не нравилось, поскольку акцент на британском происхождении мог быть воспринят как сектантство в Северной Ирландии.

## История

### Начало работы группы,Trailerи1977(1989—1997 гг.)
Группа Ash была официально создана в 1992 году. По слухам, название было выбрано из первого попавшегося в словаре слова. До этого Уилер и Хэмилтон играли в группе под названием Vietnam (в которой они каверили песни Iron Maiden), которая была основана в 1989 году. В том же году новая группа записала три демозаписи: Solar Happy в июне, Shed в сентябре и Home Demo в ноябре. На этих демо был записан самый ранний материал и первые версии некоторых песен, которые позже вошли в альбом 1994 года Trailer, в том числе «Intense Thing», «Get Out», «Obscure Thing» и будущий сингл «Jack Names the Planets».
В 1993 году группа записала демо-кассету Garage Girl, на которой были представлены «Jack Names the Planets» и «Intense Thing» из альбома Shed, а также новые треки, в том числе «Petrol». Вслед за Garage Girl, позже в том же году Ash выпустили демо-кассету-компиляцию Pipe Smokin' Brick, в которую вошли песни с других кассет. Музыкант из Даунпатрика Рэй Валентайн записал демо-записи Ash в своей студии Cosmic Rays. В то время группа была известна как «Genuine Real Teenagers», потому что они были очень молоды, когда записывали свой ранний материал. В то время демозаписи не привлекали особого внимания, и группа продолжала давать небольшие концерты в местных клубах, но в начале 1994 года на демозапись Garage Girl наткнулся Стивен Тавернер. Тавернер собрал деньги, чтобы выпустить тысячу 7-дюймовых копий «Jack Names the Planets» на собственном лейбле LaLaLand. Впоследствии Тавернер стал постоянным менеджером группы.
В октябре 1994 года Ash выпустили мини-альбом Trailer, в который вошли семь песен. За этим последовала трансляция Стива Ламака на BBC Radio 1, а за дебютным синглом — «Petrol» и «Uncle Pat» на их новом лейбле Infectious Records. В 1995 году Ash бросили школу и выпустили прорывные синглы «Kung Fu» (звучит в финальных титрах североамериканского фильма Джеки Чана «Разборка в Бронксе»), «Girl from Mars» и «Angel Interceptor». Вышел фильм «Ангус», в котором прозвучали две песни группы: «Jack Names the Planets» и «Kung Fu». Фильм познакомил Ash с американской публикой.
Ash завершили год своего прорыва выпуском кавера на песню The Temptations «Get Ready» в виде лимитированного 7-дюймового сингла на красном виниле от Fantastic Plastic Records.
В 1996 году были выпущены синглы «Goldfinger» и «Oh Yeah», а между ними вышел успешный альбом 1977. Трек «Lose Control» с этого альбома прозвучал в видеоигре Gran Turismo. 17 февраля 1997 года Ash выпустил концертный альбом Live at the Wireless, записанный в студии Triple J в Австралии. Ограниченная версия альбома была выпущена в Великобритании на собственном лейбле группы Deathstar. Летом 1997 года Ash выступил на фестивале в Гластонбери, и в свои 20 лет Хэмилтон стал самым молодым человеком, когда-либо выступавшим на фестивале в качестве хедлайнера.

### Шарлотта Хадерли,Nu-Clear SoundsиFree All Angels(1998—2004 гг.)
Во время гастролей с американской группой Weezer Ash почувствовали, что формат группы из трёх человек не позволяет ему в полной мере реализовать свой потенциал. Это привело к тому, что к группе присоединилась вторая гитаристка и вокалистка Шарлотта Хадерли, которая ранее выступала в группе Nightnurse. Она дебютировала на нескольких небольших концертах за неделю до выступления группы на V Fest в 1997 году. Первой записью, выпущенной совместно с Хадерли, стал сингл «A Life Less Ordinary», который вошёл в саундтрек к фильму Жизнь хуже обычной с Юэном Макгрегором и Кэмерон Диас в главных ролях.
В сентябре 1998 года Ash выпустили «Jesus Says», в октябре вышел второй полноценный альбом группы Nu-Clear Sounds, а в ноябре сингл — «Wildsurf». На группу начали оказывать давление из-за почти непрерывных гастролей в 1977 году и выхода Nu-Clear Sounds. В 1999 году Тим Уилер на короткое время исчез после коммерческого и критического провала альбома Nu-Clear Sounds. В конце концов он появился в Нью-Йорке и снял самоуничижительное видео на песню «Numbskull», наполненное кровью, наркотиками и сексом. К видео была прикреплена записка для Стивена Тавернера, в которой говорилось: «I’ve killed Bambi».
Ash оказались на грани банкротства, когда группа готовилась выпустить свой, возможно, последний альбом. Музыканты переехали в дом родителей Уилера, чтобы играть и писать песни в том же гараже, где группа начинала свою деятельность. В январе 2001 года вышел сингл «Shining Light», а в апреле — альбом Free All Angels. Следующими синглами с альбома Free All Angels стали «Burn Baby Burn», «Sometimes», «Candy» и «There’s a Star». Сингл «Shining Light» получил награду в номинации «Лучшая современная песня» на церемонии Ivor Novello Awards в 2002 году.
Был выпущен новый сингл «Envy», за которым вскоре последовал сборник синглов Intergalactic Sonic 7″s с бонусным диском под названием Cosmic Debris. В журнале Q поставили Ash на 2-е место в списке «50 групп, которые стоит послушать, прежде чем вы умрёте».
В 2003 году в музыкальной и бульварной прессе появилась информация о том, что Ash работает над фильмом ужасов, который описывается как «подростковый слэшер». Фильм под названием «Slashed» был снят во время турне группы по Америке, но некоторые сцены были отсняты и в Великобритании. В сценарии, написанном Джедом Шепардом и режиссёром Александром Марксом, главные роли исполнили Крис Мартин (в роли Шербет Боунс) и Джонни Бакленд (в роли агента Форда) из Coldplay. Они сыграли пару агентов ФБР, нанятых для поимки серийного убийцы, обладающего сверхъестественными способностями. В фильме также снялись Moby, Джеймс Несбитт, Дэйв Грол и сами Ash. Фильм не вышел в широкий прокат.

### Meltdownи уход Хадерли (2004—2006 гг.)
29 июня 2004 года Ash выпустили альбом Meltdown, который занял пятое место в британском чарте. В то же время Хадерли написала и записала свой сольный альбом Grey Will Fade. Группа объединилась с LucasArts для создания новой игры по «Звёздным войнам» под названием Republic Commando. «Meltdown» и «Orpheus» вошли в саундтрек к фильму «Зомби по имени Шон» и появились в игровых саундтреках к видеоиграм NHL 2005, Burnout 3: Takedown и Midnight Club 3: DUB Edition. Песня «Vampire Love» прозвучала в фильме «Американский пирог 4: Музыкальный лагерь». «Starcrossed» и «Renegade Cavalcade» позже были выпущены как синглы с альбома. 
20 января 2006 года Хадерли покинула группу. В интервью в июле 2007 года остальные участники намекнули, что попросили Хадерли уйти, так как «хотели играть втроём».

### Twilight of the Innocents,A-Z Seriesи второй сборник (2006—2011 гг.)
В 2006 году группа начала работать в нью-йоркской студии звукозаписи над своим первым альбомом после возвращения к первоначальному составу группы Twilight of the Innocents. В феврале 2007 года был выпущен предварительный трек «I Started a Fire», приуроченный к полноценному туру по Великобритании. Первый физический сингл с альбома «You Can't Have It All» был выпущен в апреле 2007 года, а сам альбом вышел в следующем месяце вместе с выступлением на фестивале Isle of Wight. Ещё две песни с альбома — «Polaris» и «End of the World» — были выпущены в качестве синглов в июне и сентябре соответственно. Группа заявила, что Twilight of the Innocents станет их последним альбомом и что вместо этого они будут выпускать только синглы, поскольку «то, как люди слушают музыку, изменилось, с появлением возможности скачивания акцент сместился на отдельные треки».
Оригинальный состав из трёх человек отыграл два аншлаговых концерта в лондонском Roundhouse в сентябре 2008 года, полностью исполнив альбом 1977. Затем последовало издание специального трёхдискового издания 1977, в которое вошли обновлённые и отредактированные версии треков, а также треки из Trailer и живые выступления, записанные на момент выхода альбома. Ash начали записывать новый материал, который был представлен на серии концертов в 2009 году. Эти концерты совпали с выходом сингла «Return of White Rabbit». Этот сингл стал предвестником того, что Ash будeт выпускать по 7-дюймовому синглу каждые две недели в течение целого года, начиная с сентября 2009 года. Каждый сингл назывался просто буквой и выпускался в алфавитном порядке, образуя A–Z Series. Позже эти синглы были собраны и выпущены на компакт-диске. Рассел Лиссак, присоединившийся к группе в качестве концертного гитариста в 2010 году, ушёл в начале 2011 года. В 2011 году был выпущен сборник The Best of Ash. В том же году Ash в сотрудничестве с группой We Are Scientists выпустил кавер на песню «Washington Parks» британского автора песен Роберта Мэннинга, чтобы собрать деньги и привлечь внимание к рассеянному склерозу и Обществу рассеянного склероза.

### Kablammo!(2012—2016 гг.)
В ноябре 2012 года группа отыграла несколько концертов в США вместе с Weezer, а затем выступила хедлайнерами на Восточном побережье. В 2013 году они выступили на фестивале South by Southwest в Остине, штат Техас, а также в семи других городах США и разогревали The Smashing Pumpkins на стадионе «Уэмбли». Несмотря на большой успех в Великобритании и Европе (а также в других регионах) и активные гастроли в США, Ash не добились такого же успеха в США.
После заявления в 2007 году о том, что Ash больше не будет выпускать альбомы, группа выпустила новый лонгплей Kablammo! в мае 2015 года. Ему предшествовал сингл «Cocoon», а «Free» и «Machinery» были выпущены в качестве последующих синглов. В декабре 2016 года вышел концертный альбом Live on Mars: London Astoria 1997, в поддержку которого был организован тур.

### Islands, возвращение на Infectious и Tav’s Management (2017 — наши дни)
Альбом Islands вышел 18 мая 2018 года. Ему предшествовал сингл «Buzzkill» с вокалом Дэмиена О’Нила и Микки Брэдли из группы The Undertones. В апреле 2018 года группа выпустила второй сингл «Annabel», а в мае — третий, «Did Your Love Burn Out?», приуроченный к выходу альбома.
14 июня 2023 года вышел первый сингл «Race the Night» с их грядущего одноимённого альбома. Альбом вышел в сентябре 2023 года.

## Участники группы
Текущий состав
- Тим Уилер — ведущий вокал, гитара, клавишные, программирование (1992 — настоящее время)
- Марк Хэмилтон — бас-гитара, синтезатор (1992 — настоящее время)
- Рик Макмюррей — бэк-вокал, ударные, перкуссия (1992 — настоящее время)

Бывшие участники
- Шарлотта Хадерли — бэк-вокал, гитара, фортепиано (1997—2006, 2011, 2022)

Сессионные музыканты
- Рассел Лиссак — гитара (2010—2011)

## Дискография
Студийные альбомы
- 1977 (1996 г.)
- Nu-Clear Sounds (1998 г.)
- Free All Angels (2001 г.)
- Meltdown (2004 г.)
- Twilight of the Innocents (2007 г.)
- Kablammo! (2015 г.)
- Islands (2018 г.)
- Race the Night (2023 г.)
- Ad Astra (2025 г.)